# ناحیه کاناکر زیتون
ناحیه کاناکر زیتون (ارمنی: Քանաքեռ-Զեյթուն վարչական շրջան) یکی از ناحیه‌های دوازده‌گانه ایروان پایتخت ارمنستان می‌باشد که در شمالشرق ایروان واقع شده‌است؛ که از از غرب با ناحیه آرابکیر، از جنوب با ناحیه‌های نورک ماراش و کنترون و از شرق با ناحیه آوان هم‌مرز است.

## خصوصیات
ناحیه کاناکر زیتون ۸٫۱ کیلومترمربع مساحت و ۷۹٬۶۰۰ نفر جمعیت دارد و ۱٬۲۸۰ متر بالاتر از سطح دریا واقع شده‌است.

## نگارخانه

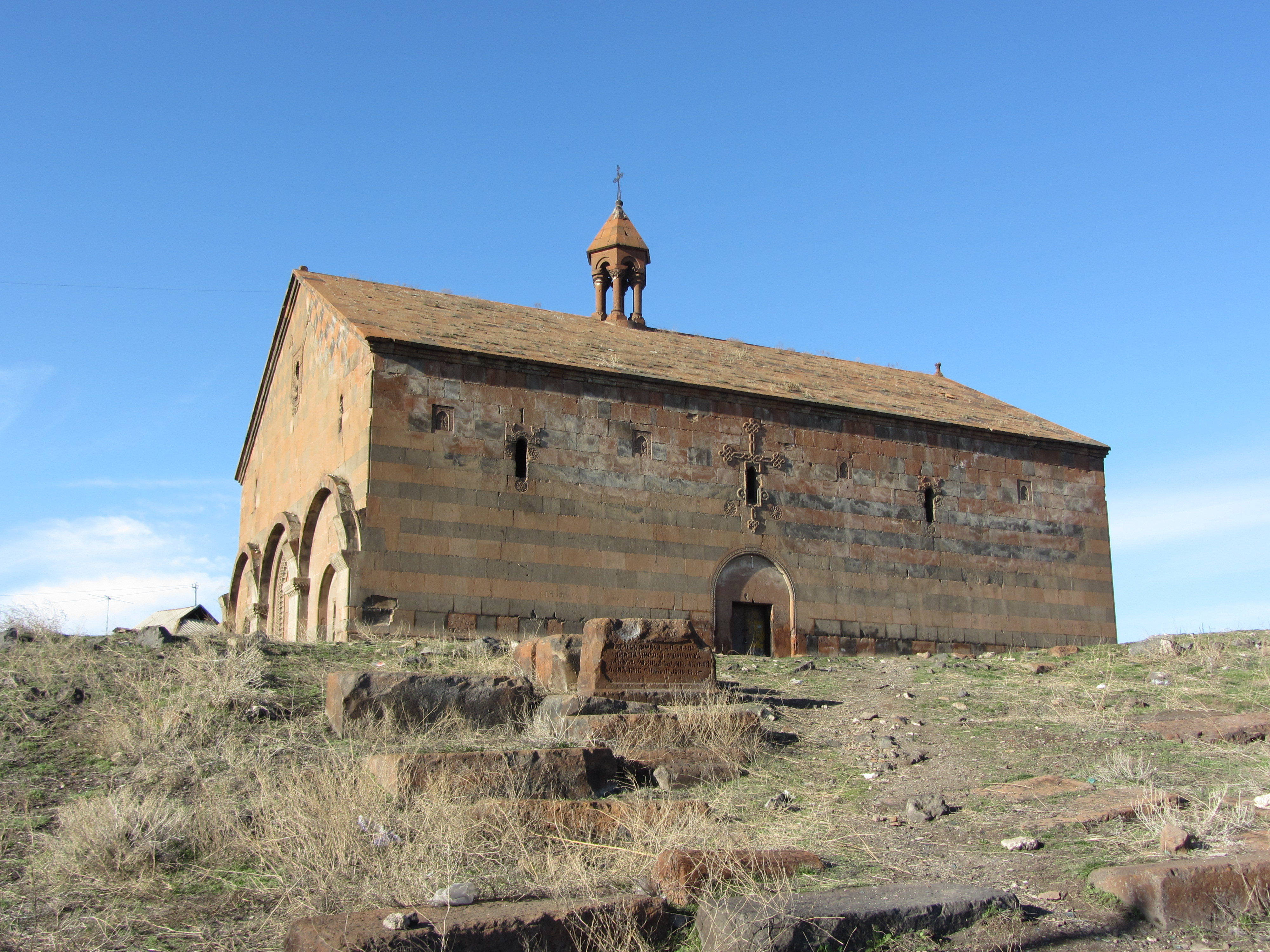
Holy Mother of God Church of کاناکر
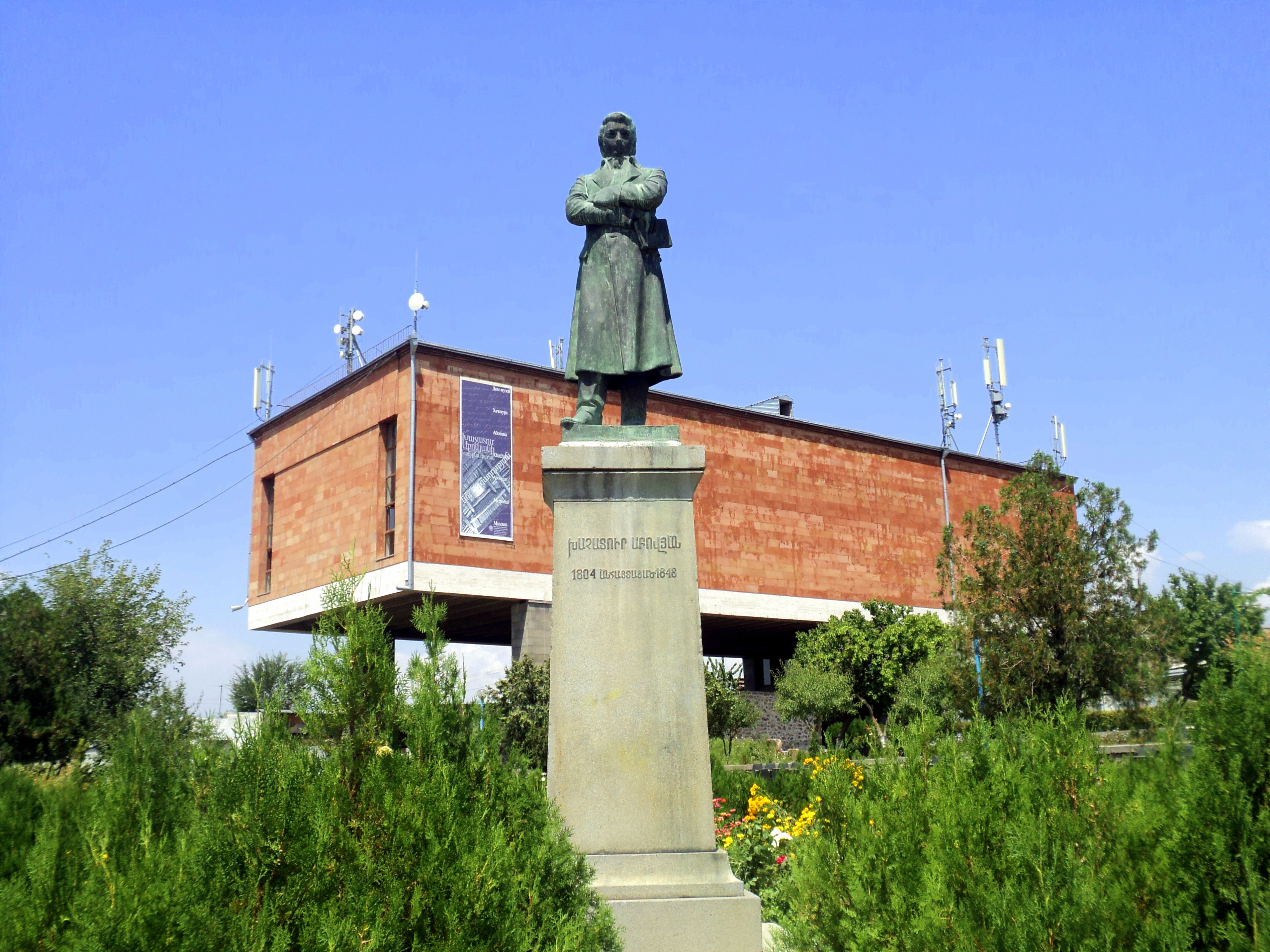
خانه-موزه خاچاطور آبوویان در کاناکر
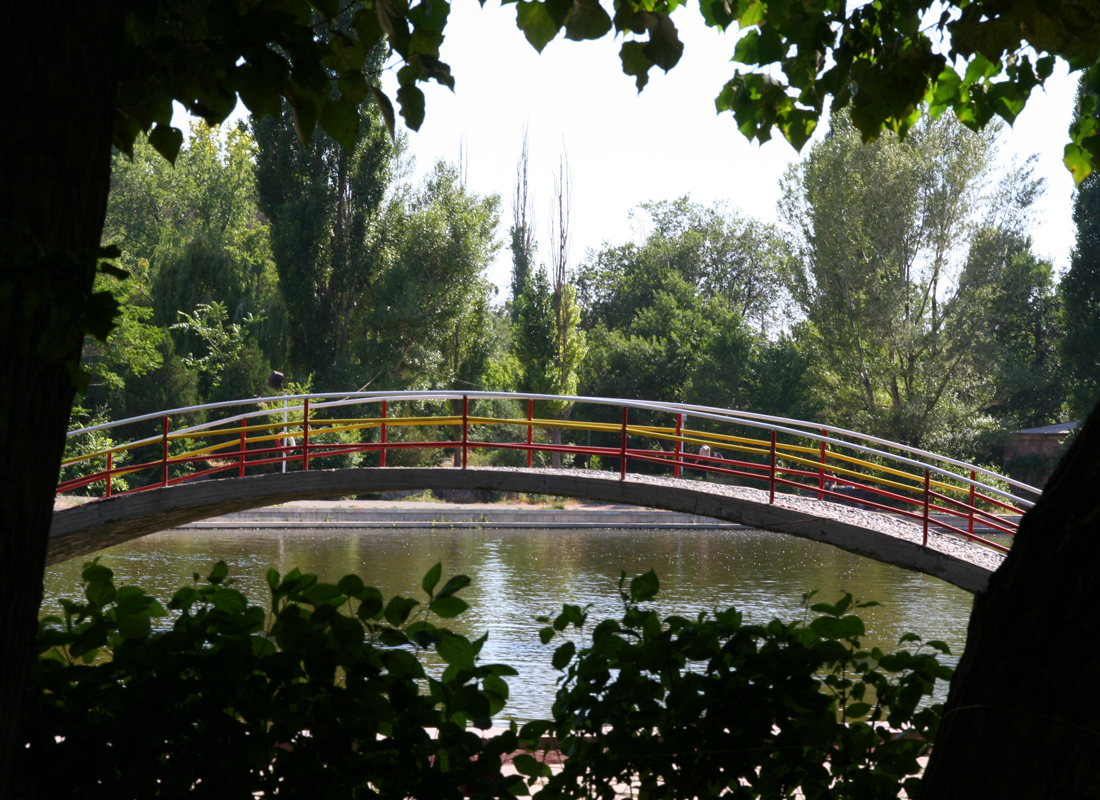
پارک پیروزی، ایروان
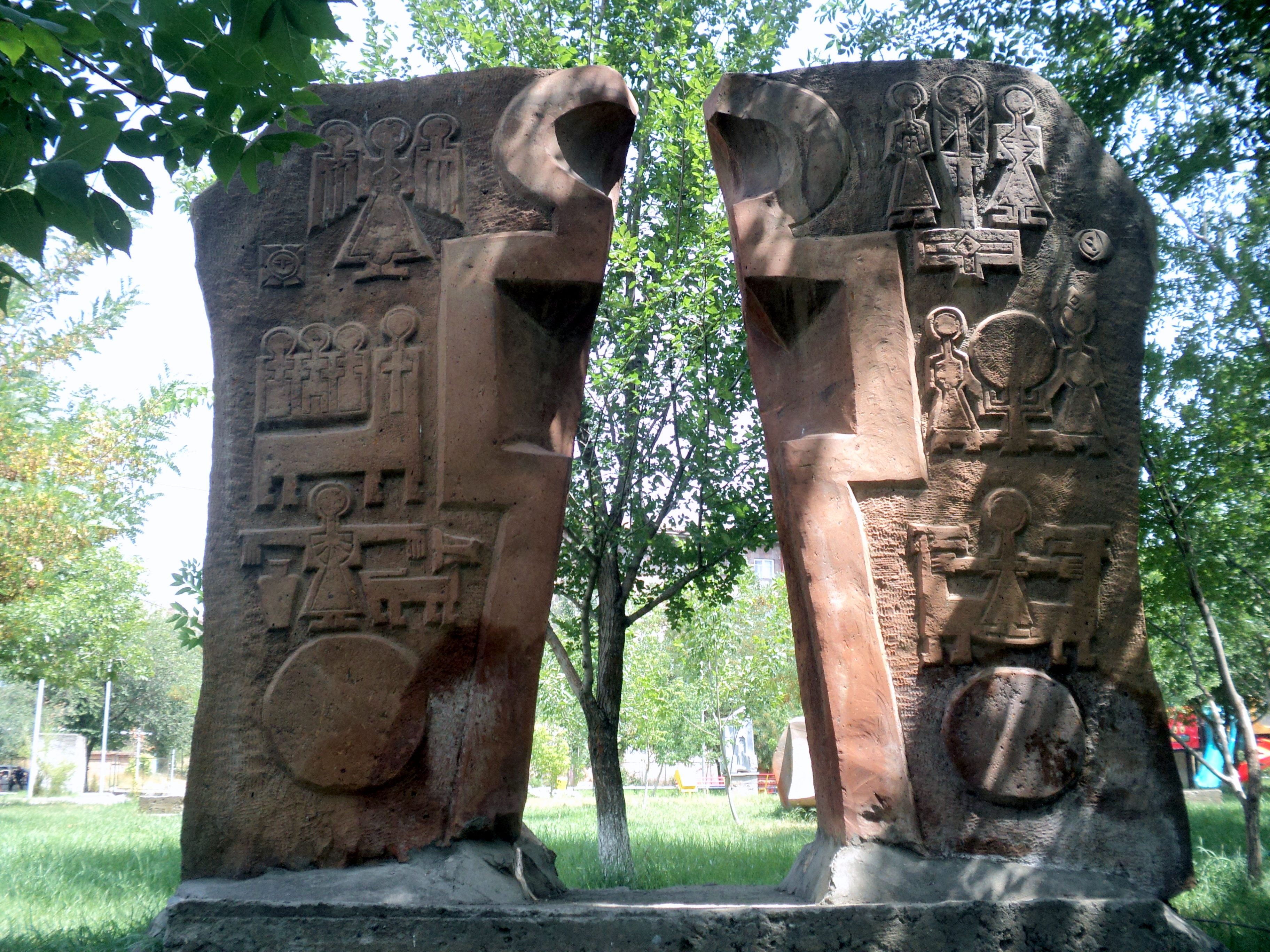
بنای یابود ۱۷۰۰مین سالگرد پذیرش مسیحیت در ارمنستان
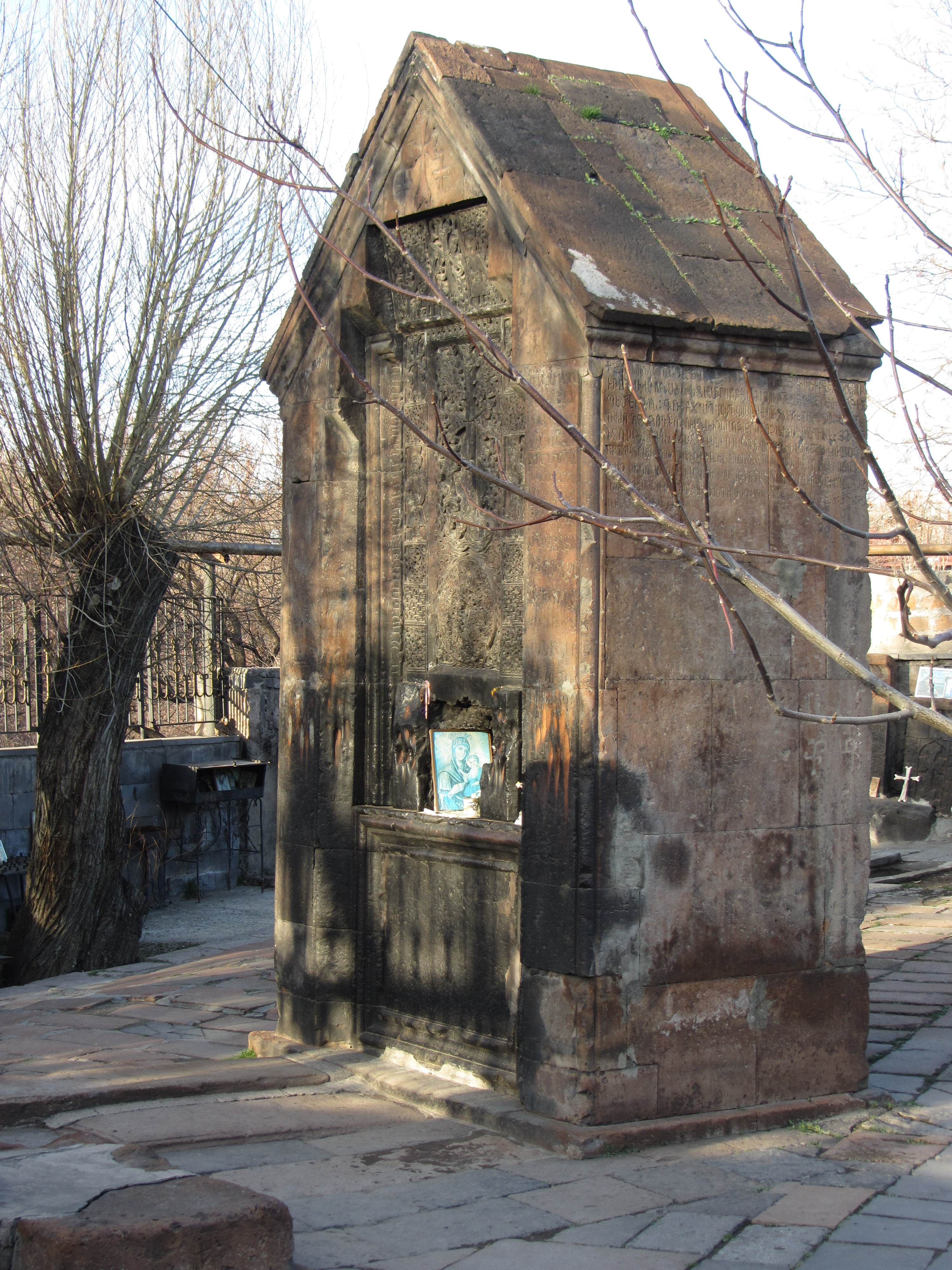
چلیپاسنگ (خاچکار) Amenaprkich (Holy Savior)  یا سنگ مزار Petevan, کاناکر